# Поппер, Давид
Давид Поппер (чеш. David Popper; 18 ию́ня 1843, Прага — 7 августа 1913, Баден (Нижняя Австрия)) —  чешский музыкант-виолончелист, виртуоз, композитор и музыкальный педагог, профессор Будапештской консерватории.

## Биография

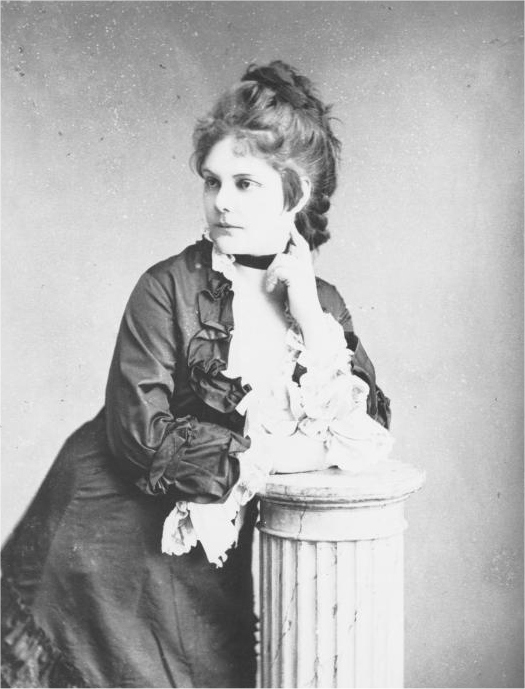
Софья Ментер, музыкант, профессор Санкт-Петербургской консерватории, жена Д. Поппера

Родился в еврейской семье главного кантора Цикановой синагоги Йозефова (тогда Judenstadt) Ансельма (Ангелуса) Поппера (1812—1891) и его жены Эстер Киш (1810—?). Окончил Пражскую консерваторию по классу Юлиуса Гольтермана (1861). Его первое концертное турне состоялось в 1863 году в Германии, где он получил высокую оценку Ганса фон Бюлова. Выступления вскоре принесли Д. Попперу мировую известность.
В 1872 году женился на известной пианистке Софье Ментер, профессоре Санкт-Петербургской консерватории, вместе с которой объездил Германию, Англию, Францию и Россию. Концерты супружеской пары имели повсюду большой успех. Их дочь Селеста (в замужестве Cölestine Celeste Bergmann) родилась в 1876 году.
Вторым браком (1886) был женат на Ольге Лёбль (1865—1943); их сын Лео (Leopold Popper, 1886—1911) стал искусствоведом.
Его брат Вильгельм Поппер (1846—1924) также был виолончелистом и композитором.

## Творчество
Давид Поппер — автор многих музыкальных концертов (один из которых считается одним из самым трудных для исполнения виолончелистами), камерных и салонных произведений, этюдов, а также известных учебных пособий. Многие из его произведений до сих пор звучат со сцены. Д. Поппер обогатил литературу по этому музыкальному инструменту и составил руководство для виолончели, в том числе «Hohe Schule des Violoncelspiels».

## Выдающиеся ученики
- Зигмунд Бюргер
- Ёне Керпей
- Стивен Кейтс

## Избранные музыкальные произведения
- Пять песен для сопрано
- сцены из Бала-маскарада для виолончели и фортепиано
- Романс для виолончели и фортепиано
- Концерт № 1 ре-минор для виолончели с оркестром
- Пьесы для виолончели и фортепиано
  - № 1, Widmung
  - № 2, Humoreske
  - № 3, Мазурка соль-минор
  - № 4, `Охота`
  - Мазурка ре минор для виолончели и фортепиано
- Polonaise de concert для виолончели и фортепиано
- Сюита для двух виолончелей
- Восточная серенада для виолончели и фортепиано
- Ноктюрн соль-мажор для виолончели и фортепиано
- Концерт № 2 ми минор для виолончели с оркестром
- Прелюдии для виолончели
  - № 1, Andante Serioso
- Концерт-Полонез № 2 фа мажор для виолончели и фортепиано
- Ноктюрны
- Мазурка ля мажор
- Тарантелла для виолончели и фортепиано
- Баркарола соль мажор для виолончели и фортепиано и др.
- 45 Этюдов для виолончели соло